# Quiñonería
Quiñonería ist ein Ort und eine Gemeinde (municipio) mit nur noch 10 Einwohnern (Stand: 2024) im Osten der spanischen Provinz Soria in der Autonomen Gemeinschaft Kastilien-León. Die Gemeinde gehört zur bevölkerungsarmen Serranía Celtibérica. Neben dem Hauptort Quiñonería gehört die Wüstung Peñalcázar zur Gemeinde. 

## Lage
Quiñonería liegt in einer Höhe von ca. 1030 m. Die Provinzhauptstadt Soria ist gut 45 km (Fahrtstrecke) in nordwestlicher Richtung entfernt. Das Klima im Winter ist kühl, im Sommer dagegen durchaus warm; die geringen Niederschläge (ca. 447 mm/Jahr) fallen – mit Ausnahme der eher regenarmen Sommermonate – verteilt übers ganze Jahr.

## Bevölkerungsentwicklung
| Jahr      | 1970 | 1981 | 1991 | 2001 | 2011 | 2021 |
| Einwohner | 40   | 30   | 24   | 15   | 15   | 8    |

Der deutliche Bevölkerungsrückgang seit den 1950er Jahren ist im Wesentlichen auf die Mechanisierung der Landwirtschaft, die Aufgabe bäuerlicher Kleinbetriebe (Höfesterben) und den damit einhergehenden Verlust an Arbeitsplätzen zurückzuführen.

## Sehenswürdigkeiten
- Michaeliskirche